# Port lotniczy Nukus
Port lotniczy Nukus – międzynarodowy port lotniczy położony w Nukusie, w Uzbekistanie. 

## Linie lotnicze i połączenia
- Gazpromavia (Moscow-Vnukovo)
- Uzbekistan Airways (Andizhan, Fergana, Moscow-Domodedovo, Tashkent)